# Roxana Crisólogo Correa
Roxana Crisólogo Correa (Lima, 1966) es una poeta peruana-finlandesa, traductora y promotora cultural. 

## Biografía
Cursó estudios universitarios en las escuelas de Comunicación Social y Literatura de la Universidad Nacional Mayor de San Marcos. También  estudios de Derecho en la Universidad Nacional Federico Villarreal y en la  Universidad de Helsinki, en donde ha realizado estudios de Derecho Internacional. Radica  y trabaja desde 1996 en Helsinki (Finlandia).
A inicios de 1990 perteneció al grupo poético "Noble Katerba" el cual fue resultado de la reunión de tres grupos que existieron en la Universidad Nacional Federico  Villarreal: Neo-Babel, Estigma y Mural.
Su poesía ha sido calificada de "poesía urbana" por el crítico peruano Ricardo González Vigil, y como una interesante propuesta innovadora - cercana al videoclip - que contribuye así a fortalecer el concepto de "poema integral", por el poeta Tulio Mora".
Parte de su obra ha sido traducida al finés, danés, sueco, islandés, alemán, portugués, italiano e inglés. Participa activamente en diversos festivales de poesía. Ha sido invitada al Festival Internacional de Poesía de Copenhague (2006) y al Encuentro Internacional de Poetas en Portugal, Latinale (Berlín), Runokuu (Helsinki), Festival Internacional de Poesía de la Ciudad de México entre otros.
Fue coordinadora de la Red por la Democratización Global (NIGD) en Lima. Formó parte del equipo de trabajo del Programa Democracia y Transformación Global, dirigiendo la colección: "Arte para la Trasformación Global" donde se llevó  a cabo diversos proyectos que dieron como resultado el libro: "MEMORIAS IN SANTAS". Antología de poesía escrita por mujeres sobre la violencia política en el Perú donde " a través de la poesía nos revela una ciudad deteriorada política, económica, social y emocionalmente por los sucesos de la guerra" y " testimonio literario de una época oscura y sangrienta".
Fue productora de los DVD de videopoesía peruana: "Poéticas visuales de la resistencia" y "Poéticas visuales del exilio"  bajo la dirección y concepto de Karen Bernedo  Lima- Perú 2007 y 2009 respectivamente.
Es fundadora y actualmente trabaja como segunda coordinadora del proyecto literario multilingue Sivuvalo, cuyo propósito es promover los derechos y visibilizar la obra de poetas y escritores que viven en Finlandia y escriben en sus lenguas maternas.
Forma parte del colectivo multidisciplinario Somos La Colectiva ,  donde cinco poetas, artistas y académicas latinoamericanas establecidas en Finlandia  utilizan la poesía para experimentar su relación con otras formas del lenguaje y reflexionar en torno a conceptos como: Origen y destino, hogar y  la transnacionalidad de la identidad
Trabajó como coordinadora en Finlandia de Nordic Exchange en Literatura (NOXLit) proyecto dedicado a la creación de redes para escritores que escriben en sus lenguas maternas en la región nórdica.

## Obras
- 1999: Abajo sobre el cielo.  Editorial Nido de Cuervos. Lima - Perú
- 2001: Animal del camino. Ediciones el Santo Oficio. Lima - Perú
- 2001: Alhaalla, taivaan yllä.[19] Traducción al finés de "Abajo sobre el cielo". Traductora: Maaria Mannermaa. Editorial Kääntöpiiri. Helsinki - Finlandia
- 2006: Ludy D. Ediciones Flora Tristán. Lima - Perú
- 2009: Trenes. POESIAconC, Malmö - Suecia
- 2010: Trenes. Ediciones El Billar de Lucrecia. Poesía Latinoamericana. México.
- 2010: Taskuhiirille käy hyvin. Valikoima suomalaista runoutta. / Los ratones de bolsillo terminan bien. Suomennos: Johanna Suhonen & Roxana Crisólogo. Karu Kartonera, Helsinki, 2010.
- 2016:  ROAĐĐI / ROSA BOREAL: Contemporary Sámi Poetry of Inger-Mari Aikio and Niillas Holmberg. Traducciones de los poemas de Inger-Mari Aikio del finés por Zoila Forss y Roxana Crisólogo. Sivuvalo & Karu Kartonera, Helsinki.
- 2017: "Eisbrecher" hochroth Berlin. Aus dem peruanischen Spanisch von Rike Bolte.
- 2021: Kauneus [la belleza] Intermezzo tropical, Lima
- 2021: Sotto sopra il cielo [Abajo sobre el cielo] antología de poesía traducida al italiano por Alessandro Seri, Seri Editore, Macerata
- 2022: Este es un viaje forzado. (Colección Digital Lo que ellas nombran nº 3) Versión Kindle. Directora: Alma Karla Sandoval.  Editora BGR, Alicante, España.
- 2023: Kauneus [la belleza] Ediciones Nebliplateada, Buenos Aires
- 2023: Dónde dejar tanto ruido Álbum del Universo Bakterial, Lima

En antologías y revistas
- 1999: Poesía peruana del siglo XX. Tomo II. Selección, prólogo y notas de Ricardo González Vigil. Petroperú: Ediciones COPÉ. Lima - Perú
- 2000: Hora Zero, la  última vanguardia latinoamericana de poesía. Selección y prólogo de Tulio Mora. Colección Ateneo de los Teques. Los Teques - Venezuela.
- 2004: Poetas peruanas contemporáneas. Selección de Cristian de Nápoli. Editorial Eloísa Cartonera. Buenos Aires - Argentina.
- 2005: Los relojes se han roto, Antología de poesía peruana de los noventa. Selección y prólogo de Enrique Bernales y Carlos Villacorta. Ediciones Arlequín.  México DF - México.
- 2007: Poesía do Mundo 5. Antología bilingüe en portugués y español. Coordenação: Maria Irene Ramalho de Sousa Santos. Palimage Editores. Portugal
- 2008: Antología de la poesía peruana. Fuego abierto. Selección y prólogo de Carmen Ollé. LOM ediciones, Santiago de Chile - Chile.
- 2008: Skräp-poesi. Antología bilingüe en español y sueco. Compiladoras: Lalo Barrubia y Ulrika Selring Alba. Traductora: Ulrika Selring Alba. Editorial POESIAconC. Malmö - Suecia.
- Inhabiting the border. Sample of poetry written by Latin American women. Yuderkis Espinosa & Violeta Barrientos (ed.) The border, Buenos Aires - Lima, 2008.
- Porque el país no alcanza. Poesía emigrante de la América Latina. Compilado por Timo Berger. Ediciones El Billar de Lucrecia, México, 2010.
- El Mezcladito. Selección de poesía Latinoamericana. Tenemos las máquinas, Buenos Aires, 2013.
- Invasion Paradies. An anthology of multicultural Finnish literature. Johanna Domokos. 2014.
- Maailma kotona. Kohtaamisen opas (The World from Home. Book of Encounters). Lecti Book Studio 2016.
- Provins Literature magazine. Sweden 4/2016.
- Lumooja Literature magazine. Finland, 4/2016.
- 30+30 LIBRO D’ARTISTA, Milan, Italy, 2017. Curated by Dermis León.
- Mujer mundo y muerte. Antología de poesía contemporánea escrita por mujeres. Virginia Fernández Collado. Editado por Genal y Biblioteca Fondo Kati Tombouctou. Unesco Andalucía 2017.
- Den rullende kanon – En antologi af yndlingsdigte af Ib Michael & Thomas Boberg, Forlaget Arabesk.
- Tuli & Savu NRO. 90, Helsinki, 2017. Runoja.
- Review: Literature and Arts of the Americas. Volume 50, 2017 – Issue 1: CCNY Latino/Latin American Writers. Five Poems. Translated by Ilka Kressner.
- LiteraruS - Литературное слово. Poetry 2/ 2018.